# Delaware Township (comté de Polk, Iowa)
Pour les articles homonymes, voir Delaware Township.
Delaware Township est un township du comté de Polk en Iowa, aux États-Unis,.
Il est fondé en 1850 et est nommé en référence à Delaware (Ohio), ville d'origine d'un colon.

## Source de la traduction
- (en) Cet article est partiellement ou en totalité issu de l’article de Wikipédia en anglais intitulé « Delaware Township, Polk County, Iowa » (voir la liste des auteurs).